# Leaves of Grass
Leaves of Grass (Brasil: Folhas de Relva / Portugal: Folhas de Erva) é a magnum opus do poeta estadunidense Walt Whitman, editada em 1855, no Brooklyn, Nova Iorque. A obra teve sete edições entre os anos de 1855 e 1892 e apenas a última dela, a "do leito de morte", era autorizada pelo autor. 

Com esta obra, Walt Whitman inventou um novo tipo de poesia para uma nova nação. O livro foi primeiro visto como bizarro e obsceno - um crítico disse que o autor deveria ser açoitado em público. Através de revisões e adições ao livro até à sua morte, Whitman atingiu o seu objetivo, criando uma nova Bíblia para poetas americanos.Ainda hoje é considerada uma das grandes obras americanas do século XIX e estabelece Whitman como o pai da poesia norte-americana moderna com este livro.

## Edições
Brasil
- Folhas de Relva, tradução de Rodrigo Garcia Lopes, Editora Iluminuras, 2005. ISBN 8573212411 (concorreu ao prêmio Jabuti de melhor tradução em 2008[4])
- Folhas de Relva - edição de leito de morte, tradução de Bruno Gamabarotto, Editora Hedra, 2011. ISBN 8577152464

 Portugal
- Folhas de erva - edição de Agostinho da Silva, 1943.

## Arranjos musicais
- Robert Strassburg (1915-2003)- The Leaves of Grass: A Choral Symphony (1992)[5] [6] [7]
- Nico Muhly (1984) - Expecting the Main Things from You (2005) [8]